# Bistum Maillezais

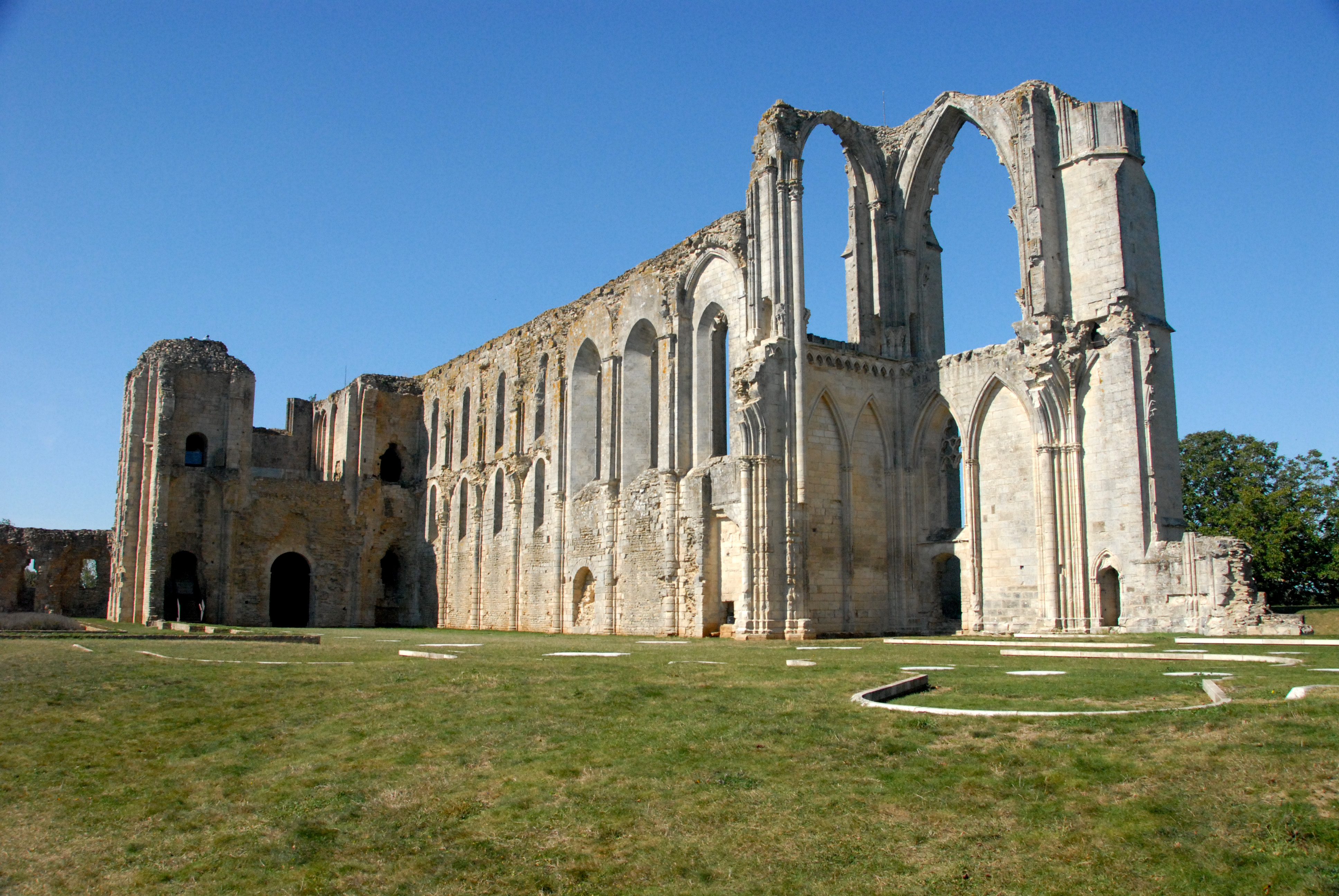
Überreste der Kathedrale St. Peter in Maillezais

Das Bistum Maillezais (lat.: Dioecesis Malleacensis) war eine in Frankreich gelegene römisch-katholische Diözese mit Sitz in Maillezais.

## Geschichte
Das Bistum Maillezais wurde am 11. Juli 1317 durch Papst Johannes XXII. mit der Päpstlichen Bulle Salvator noster aus Gebietsabtretungen des Bistums Poitiers errichtet. Kathedrale wurde die Abteikirche der Benediktinerabtei Maillezais. Erster Bischof war Geoffroy Pouvreau. Das Bistum Maillezais war dem Erzbistum Bordeaux als Suffraganbistum unterstellt.
Am 4. Mai 1648 wurde das Bistum Maillezais durch Papst Innozenz X. mit der Päpstlichen Bulle In supereminenti umfirmiert zum Bistum La Rochelle und der Bischofssitz verlegt.